# Morsimus sumatranus
Morsimus sumatranus är en insektsart som först beskrevs av Brunner von Wattenwyl 1895.  Morsimus sumatranus ingår i släktet Morsimus och familjen vårtbitare. Inga underarter finns listade i Catalogue of Life.